# Nati nel 1919/Marzo
| Questa pagina contiene informazioni ricavate automaticamente dalle voci biografiche con l'ausilio del template Bio e di un bot. L'aggiornamento è periodico e automatico e ricostruisce completamente la pagina. Se manca una persona in questa lista, sei pregato di non aggiungerla, ma accertati piuttosto che la sua voce biografica contenga il template Bio e che i dati anagrafici siano correttamente compilati. Se il template Bio manca, inseriscilo tu stesso o, in alternativa, metti l'avviso {{tmp\|Bio}} che ne segnala la mancanza. Se i dati riportati sono sbagliati, correggi direttamente la voce biografica; le modifiche saranno visibili in questa lista entro pochi giorni. Per chiarimenti vedi il progetto biografie. La lista contiene solo le 125 persone che sono citate nell'enciclopedia e per le quali è stato implementato correttamente il template Bio. Pagina aggiornata al 2 lug 2025. |

- 2 marzo - Tibor Florián, scacchista e compositore di scacchi ungherese († 1990)
- 2 marzo - Jennifer Jones, attrice statunitense († 2009)
- 2 marzo - Tamara Tumanova, ballerina, coreografa e attrice sovietica († 1996)
- 2 marzo - Giuseppe Vaccarino, filosofo italiano († 2016)
- 3 marzo - Peter Abrahams, scrittore sudafricano († 2017)
- 3 marzo - Enzo Espa, glottologo e etnologo italiano († 2014)
- 3 marzo - Henri Hermans, cestista belga
- 3 marzo - Loki Schmidt, ambientalista tedesca († 2010)
- 4 marzo - Buck Baker, pilota automobilistico statunitense († 2002)
- 4 marzo - Giovanni Maria Catena, religioso e direttore di coro italiano († 1992)
- 4 marzo - Juan Carlos Muñoz, calciatore argentino († 2009)
- 5 marzo - Hosai Fujisawa, goista giapponese († 1993)
- 5 marzo - Grigorij Novak, sollevatore sovietico († 1980)
- 6 marzo - Renato Antolini, calciatore italiano
- 6 marzo - Wanda Luzzato, violinista italiana († 2002)
- 7 marzo - Janez Bole, direttore di coro sloveno († 2007)
- 7 marzo - Filippo Di Giovanni, aviatore e militare italiano († 1961)
- 7 marzo - Franz Fassbind, scrittore, drammaturgo e giornalista svizzero († 2003)
- 7 marzo - Enrico Gras, regista e sceneggiatore italiano († 1981)
- 9 marzo - Carlo Grillo, scrittore, poeta e matematico italiano († 1990)
- 9 marzo - Ralph Miller, allenatore di pallacanestro statunitense († 2001)
- 9 marzo - Lola Müthel, attrice tedesca († 2011)
- 10 marzo - Antonio Cosentino, velista italiano († 1993)
- 10 marzo - Emiel Faignaert, ciclista su strada belga († 1980)
- 10 marzo - Gabriel Ferenčík, calciatore slovacco († 1998)
- 10 marzo - Clyde Turner, giocatore di football americano statunitense († 1998)
- 11 marzo - Mercer Ellington, trombettista e compositore statunitense († 1996)
- 11 marzo - Daniele Natale, religioso italiano († 1994)
- 12 marzo - Frank Campanella, attore statunitense († 2006)
- 12 marzo - Franco Minissi, architetto italiano († 1996)
- 13 marzo - Faye Glenn Abdellah, docente statunitense († 2017)
- 13 marzo - Irina Michailovna Baronova, ballerina russa († 2008)
- 13 marzo - Pietro Tabor, calciatore italiano († 1944)
- 14 marzo - John Duncan, Sr., politico e avvocato statunitense († 1988)
- 14 marzo - Georgette Chapelle, fotoreporter statunitense († 1965)
- 14 marzo - Giulio Palmonella, pentatleta italiano († 1982)
- 14 marzo - Max Shulman, scrittore e giornalista statunitense († 1998)
- 14 marzo - Giuseppe Speciale, politico italiano († 1996)
- 14 marzo - Domenico Tudisco, scultore italiano († 2013)
- 15 marzo - George Avakian, produttore discografico armeno († 2017)
- 15 marzo - Hugo Geoffrey, antifascista e generale austriaco († 2007)
- 15 marzo - John Gregson, attore britannico († 1975)
- 15 marzo - José Maria Pires, arcivescovo cattolico e scrittore brasiliano († 2017)
- 15 marzo - Armando Saitta, storico italiano († 1991)
- 15 marzo - Lawrence Tierney, attore statunitense († 2002)
- 16 marzo - Aldo Fabbro, calciatore italiano († 1944)
- 17 marzo - Aldo Cetrullo, politico italiano († 2001)
- 17 marzo - Nat King Cole, cantante, pianista e attore statunitense († 1965)
- 17 marzo - Violette Cornelius, fotografa e partigiana olandese († 1998)
- 17 marzo - Mike Hoare, mercenario britannico († 2020)
- 17 marzo - Leonas Petrauskas, cestista lituano († 1994)
- 17 marzo - Alexis Phạm Văn Lộc, vescovo cattolico vietnamita († 2011)
- 17 marzo - Karel Senecký, calciatore cecoslovacco († 1979)
- 18 marzo - Giuseppe Amadei, politico italiano († 2020)
- 18 marzo - Michèle Arnaud, cantante francese († 1998)
- 18 marzo - Christopher Challis, direttore della fotografia britannico († 2012)
- 18 marzo - Miroslav Marcovich, filologo classico serbo († 2001)
- 18 marzo - Laila Schou Nilsen, sciatrice alpina, pattinatrice di velocità su ghiaccio e tennista norvegese († 1998)
- 18 marzo - Sheila Piercey, tennista sudafricana († 2005)
- 18 marzo - Antonio Pierfederici, attore italiano († 1999)
- 18 marzo - Aldo Turinetto, militare italiano († 1942)
- 19 marzo - Gertrude Elizabeth Margaret Anscombe, filosofa britannica († 2001)
- 19 marzo - Stefanija Astrauskaitė, cestista lituana († 1993)
- 19 marzo - Cornelis Berkhouwer, politico olandese († 1992)
- 19 marzo - Arthur Cronquist, botanico statunitense († 1992)
- 19 marzo - José Luis Diestro, allenatore di calcio e calciatore spagnolo († 1997)
- 19 marzo - José Alí Lebrún Moratinos, cardinale e arcivescovo cattolico venezuelano († 2001)
- 19 marzo - Florent Mathieu, ciclista su strada e pistard belga († 1999)
- 19 marzo - Antonio Mizzoni, militare italiano
- 19 marzo - Bernard Pullman, chimico francese († 1996)
- 19 marzo - Enzo Tarascio, attore e doppiatore italiano († 2006)
- 19 marzo - Lennie Tristano, pianista e compositore statunitense († 1978)
- 19 marzo - Greville Wynne, britannico († 1990)
- 20 marzo - Gennaro Angiulo, mafioso statunitense († 2009)
- 20 marzo - Gerhard Barkhorn, aviatore tedesco († 1983)
- 20 marzo - Silvio Di Gennaro, calciatore e allenatore di calcio italiano († 1983)
- 20 marzo - Rodolfo Doni, scrittore e banchiere italiano († 2011)
- 20 marzo - Marcello Garosi, militare e partigiano italiano († 1944)
- 20 marzo - Pietro Magni, calciatore e allenatore di calcio italiano († 1992)
- 20 marzo - Tor Nilsson, lottatore svedese († 1989)
- 20 marzo - Alberto Perrini, drammaturgo e critico teatrale italiano († 2007)
- 20 marzo - Toshio Ōta, aviatore giapponese († 1942)
- 21 marzo - Pietro Ardito, disegnatore, vignettista e pittore italiano († 2005)
- 21 marzo - Carlo Gambarotta, arbitro di calcio italiano († 2004)
- 21 marzo - Richard Mervyn Hare, filosofo inglese († 2002)
- 21 marzo - Lois Collier, attrice statunitense († 1999)
- 21 marzo - Olga Porumbaru, scultrice, architetta e attrice rumena († 2010)
- 21 marzo - Aleksandrs Vanags, calciatore, cestista e allenatore di pallacanestro lettone († 1986)
- 21 marzo - Douglas Joseph Warren, vescovo cattolico australiano († 2013)
- 22 marzo - Isidora Aguirre, scrittrice e drammaturga cilena († 2011)
- 22 marzo - Evgenij Alekseev, cestista e allenatore di pallacanestro sovietico († 2005)
- 22 marzo - Don Carlson, cestista e allenatore di pallacanestro statunitense († 2004)
- 22 marzo - Züleyxa Seyidməmmədova, aviatrice, militare e politica sovietica († 1994)
- 23 marzo - Anatolij Ivanovič Gribkov, militare sovietico († 2008)
- 23 marzo - Joseph Jasgur, fotografo statunitense († 2009)
- 23 marzo - Tarsykija Mac'kiv, religiosa ucraina († 1944)
- 23 marzo - Mitsuko Mito, attrice giapponese († 1981)
- 23 marzo - Mickey Rottner, cestista statunitense († 2011)
- 23 marzo - Salvatore Scarpitta, artista statunitense († 2007)
- 24 marzo - Stefan Baretzki, militare tedesco († 1988)
- 24 marzo - Correia Dias, calciatore portoghese
- 24 marzo - Lawrence Ferlinghetti, poeta e editore statunitense († 2021)
- 24 marzo - Vincenzo Volpe, calciatore italiano († 1965)
- 25 marzo - Jeanne Cagney, attrice statunitense († 1984)
- 25 marzo - Frans van der Veen, calciatore olandese († 1975)
- 25 marzo - Shirō Yoshii, allenatore di pallacanestro giapponese († 1992)
- 26 marzo - Strother Martin, attore statunitense († 1980)
- 26 marzo - Giuseppe Mettica, calciatore italiano († 2003)
- 27 marzo - Marino Bigaroni, saggista italiano († 2016)
- 27 marzo - Johnny Kotz, cestista statunitense († 1999)
- 28 marzo - Armando Di Pasquale, storico italiano († 2016)
- 28 marzo - Paul Doktor, violista austriaco († 1989)
- 28 marzo - Max Prieto, calciatore messicano († 1998)
- 28 marzo - Paolo Valori, gesuita e teologo italiano († 2003)
- 29 marzo - Rodrigo Basto Júnior, pallanuotista portoghese
- 29 marzo - Eileen Heckart, attrice statunitense († 2001)
- 29 marzo - Anne Schützenberger, psicologa e psicoterapeuta francese († 2018)
- 30 marzo - Ramsay Ames, attrice, cantante e ballerina statunitense († 1998)
- 30 marzo - McGeorge Bundy, politico e docente statunitense († 1996)
- 30 marzo - Henry Danton, ballerino britannico († 2022)
- 30 marzo - Ruggero Di Cuonzo, calciatore italiano
- 30 marzo - Ermanno Gindoli, ufficiale e partigiano italiano († 1945)
- 30 marzo - Ossie Schectman, cestista statunitense († 2013)
- 31 marzo - Henryk Chroscicki, produttore cinematografico polacco († 2000)
- 31 marzo - Heinz Gerischer, chimico tedesco († 1994)